# Tenayuca
Tenayuca (nahuatl: tenanyōcān) è un sito archeologico mesoamericano precolombiano situato nella valle del Messico.
Durante il periodo mesoamericano postclassico Tenayuca era un insediamento sulle rive del ramo occidentale del lago di Texcoco, circa 10 km a nord-ovest di Tenochtitlán (cuore dell'odierna Città del Messico). Tenayuca viene considerata la prima capitale dei Chichimechi, tribù nomadi migrate ed insediatesi nella valle del Messico, dove stabilirono i propri regni.

## Etimologia
Il termine Tenayuca significa luogo murato in lingua nahuatl.

## Posizione geografica
La piramide di Tenayuca si trova a San Bartolo Tenayuca, in Tlalnepantla de Baz, nello Stato del Messico. È stata assorbita dall'esplosione urbana della zona Metropolitana di Città del Messico.

## Storia
Secondo alcune tradizioni storiografiche, Tenayuca sarebbe stata fondata attorno al 1224 da Xolotl, un re semi-leggendario di una tribù "chichimeca" insediata nella valle del Messico poco dopo l'inizio del XII secolo, quando collassò l'egemonia della precedente civiltà dominante della valle, l'impero tolteco di Tula. A Xolotl successe Nopaltzin, il quale consolidò il regno chichimeco. Il figlio, Tlotzin, divenne signore di Tenayuca. Quando morì Nopaltzin, il successore Quinatzin spostò la sede del potere a Texcoco, relegando Tenayuca a sito di importanza secondaria.

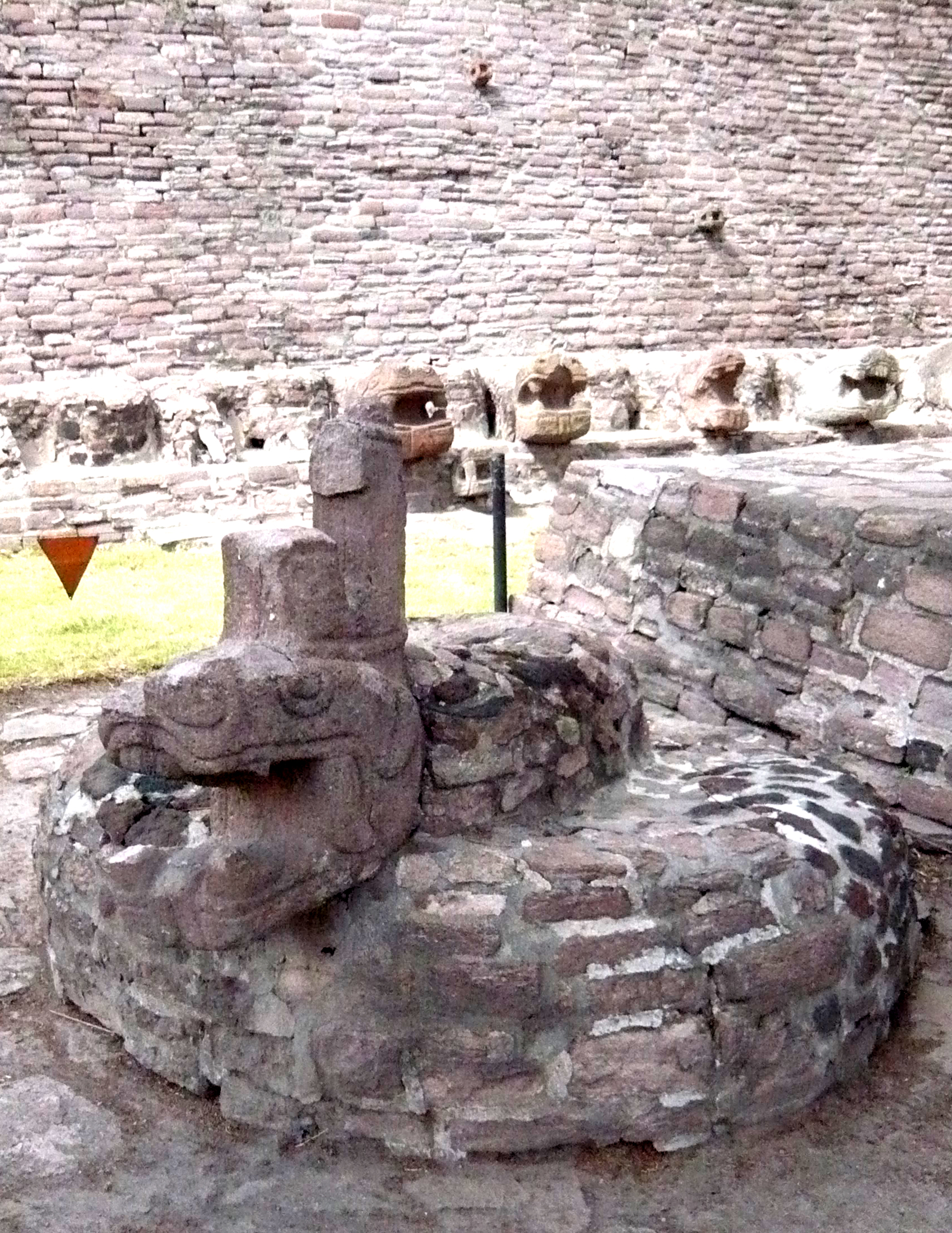
Statua xiuhcoatl a Tenayuca, risalente al periodo azteco

I resti archeologici recuperati a Tenayuca indicano un'attività che si protraeva fin dal periodo classico, molto prima della fondazione descritta nei documenti storici del tempo. La sua popolazione aumentò all'inizio del post-classico, continuando ad incrementare dopo la caduta di Tula, quando Tenayuca divenne un importante centro di potere regionale.
Alla fine del XIII secolo, poco dopo l'arrivo dei Chichimechi a Tenayuca, Tochintecuhtli, regnante di Tenayuca, si alleò con Huetzin, signore degli Acolhua di Coatlichán, ed insieme dominarono la parte centrale della valle del Messico, spingendosi a nord-est fono a Tulancingo. Alla metà del XIV secolo il potere di Tenayuca era già scemato, e la città fu conquistata e sostituita nella gestione del potere da Azcapotzalco. Attorno al 1434 Tenochtitlan conquistò Tenayuca, assorbendola all'interno dell'impero azteco.
Al tempo della conquista spagnola Tenayuca era ancora occupata, e nel 1520 vi fu una battaglia. Il conquistador Bernal Díaz del Castillo parla di Tenayuca come della "città dei serpenti".
Ad un certo punto il sito fu abbandonato. Fu scoperto durante alcuni scavi effettuati dagli archeologi messicani nel 1925.

## Genesi dell'architettura sacra azteca
L'architettura dei templi aztechi si sviluppò principalmente a Tenayuca, che presenta il più antico esemplare della tipica doppia piramide azteca, che consiste di un singolo basamento che ospita due templi. Dopo la caduta di Tenayuca sotto al dominio azteco, gli Aztechi utilizzarono questo stile rivoluzionario per il culto dei propri dei.
Il tempio di Tenayuca si è conservato meglio di quello simile di Tlatelolco, ed i suoi muri di serpente restano per buona parte intatti su tre lati della base della piramide.

## Disposizione del sito e descrizione

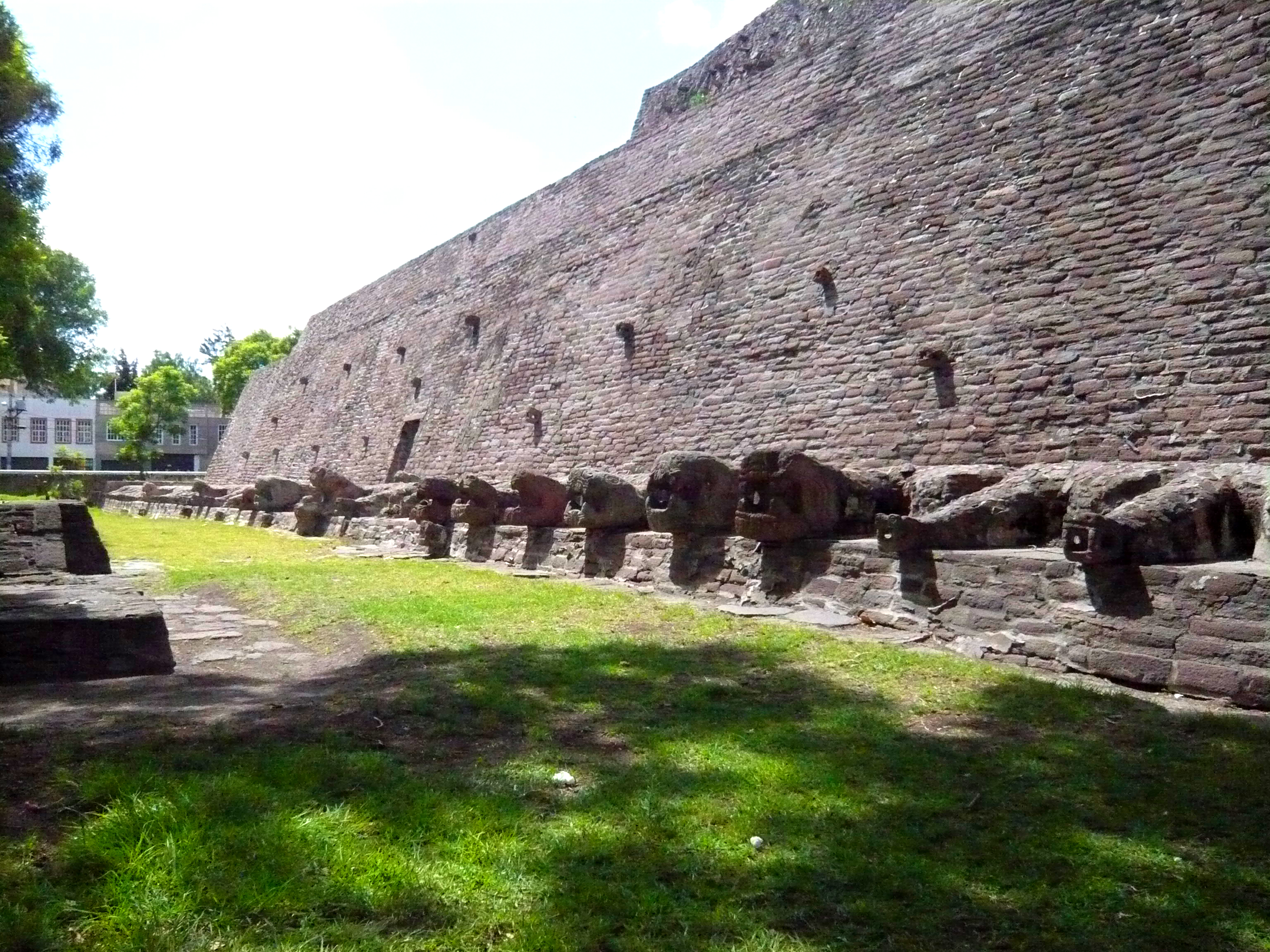
Base della piramide azteca di Tenayuca,
ornata con una fila di sculture di serpenti a sonagli, noti come coatepantli in lingua nahuatl

Il sito è composto da una massiccia piattaforma piramidale con una doppia scala che risale il lato occidentale, fin dove si trovano i templi gemelli di Tlaloc e Huitzilopochtli. Quello di Tlaloc è sul lato settentrionale della piramide, mentre quello di Huitzilopochtli si trova a sud. Alcuni gradini del tempio sono scolpiti con glifi raffiguranti gli anni, quali coltelli, cerchi e scudi. A sud della scala, al piano terra, si trova una piattaforma con sculture di ossa incrociate e teschi..
Come molti altri templi mesoamericani, si trovano molte fasi di costruzione una sull'altra. Nel caso di Tenayuca la dimensione dell'edificio è cresciuta in sei fasi, anche se la forma originaria è rimasta immodificata. L'originale doppia piramide è stata ampliata cinque volte, la prima probabilmente nel 1299, e poi ad intervalli di 52 anni. L'ultima fase di costruzione è probabilmente databile al 1507 emisura 62x50 metri. L'influenza dell'architettura azteca è ben visibile fin dal terzo stadio di costruzione (1351), con i seguenti che sono in puro stile azteco come dimostrato dalle forme inclinate della piramide rispetto ai muri verticali dei primi lavori.
La piramide è circondata da un coatepantli (termine nahuatl per "muro di serpenti"), una bassa piattaforma con 138 sculture in pietra raffiguranti serpenti. Un tempo queste sculture erano ricoperte di gesso e colorate in varie tinte, con le scale nere. Sui lati settentrionale e meridionale della piramide, al piano terra, si trovano due sculture di serpenti arrotolati. Le creste sulle loro teste hanno segni indicanti le stelle, che li identificano come Xiuhcoatl (il serpente di fuoco). Tutte le sculture di serpenti attorno alla piramide vengono associate con il fuoco e con il culto del sole.
Ci sono numerosi altari e santuari nelle vicinanze, anch'essi scavati, ed alcuni di loro contengono sculture di serpenti.
A 200 metri dalla piramide principale di Tenayuca si trovano i resti di quello che sembra essere stato un complesso residenziale per le classi privilegiate, in cui sono sopravvissuti i pavimenti in gesso di alcune stanze Quest'area viene chiamata Tenayuca II dagli archeologi, e sembra aver attraversato varie fasi di costruzione.
La piramide di Tenayuca è sotto la gestione dell'Instituto Nacional de Antropología e Historia ed è aperta al pubblico.

## Galleria d'immagini

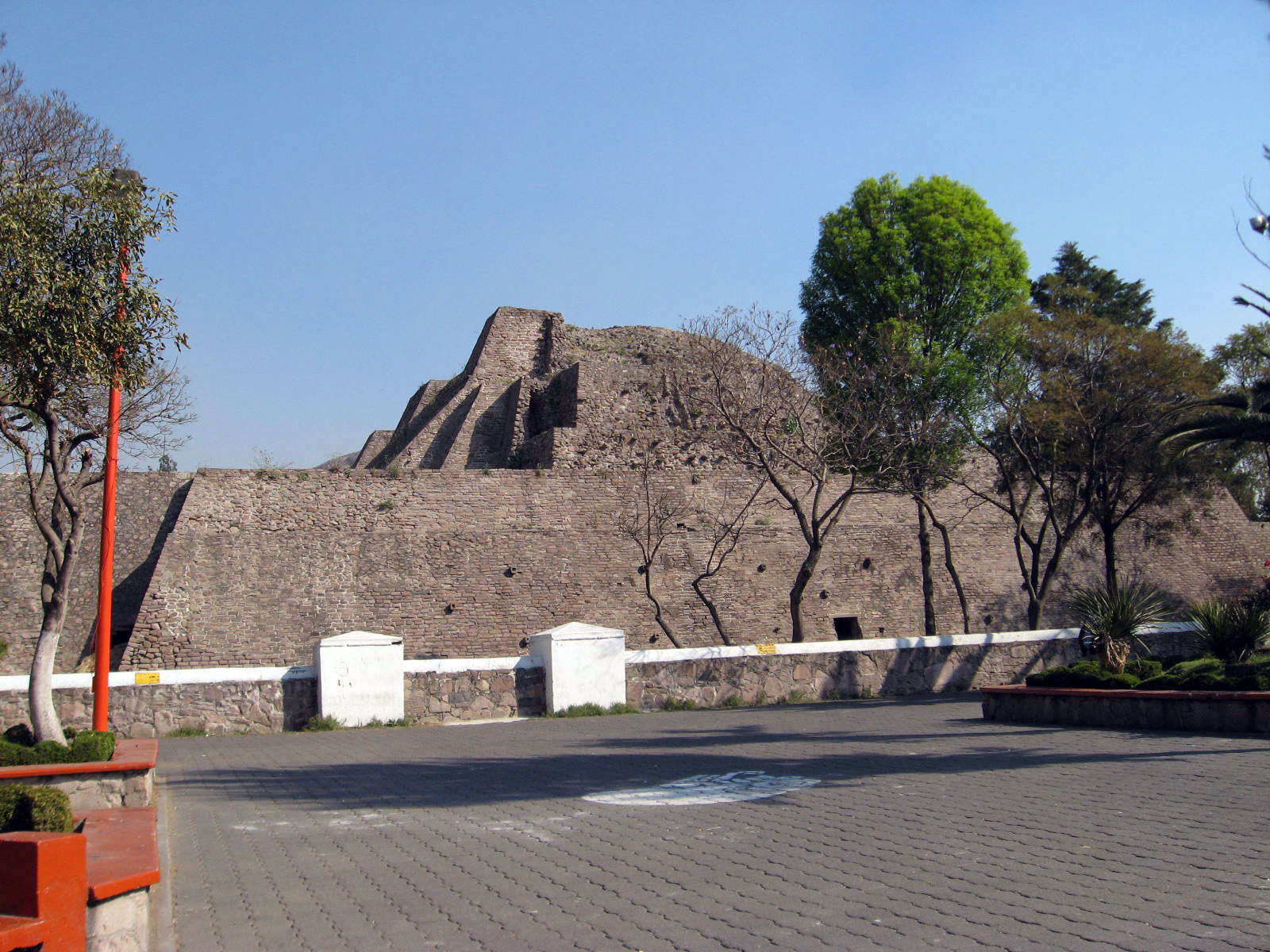
Vista del lato settentrionale
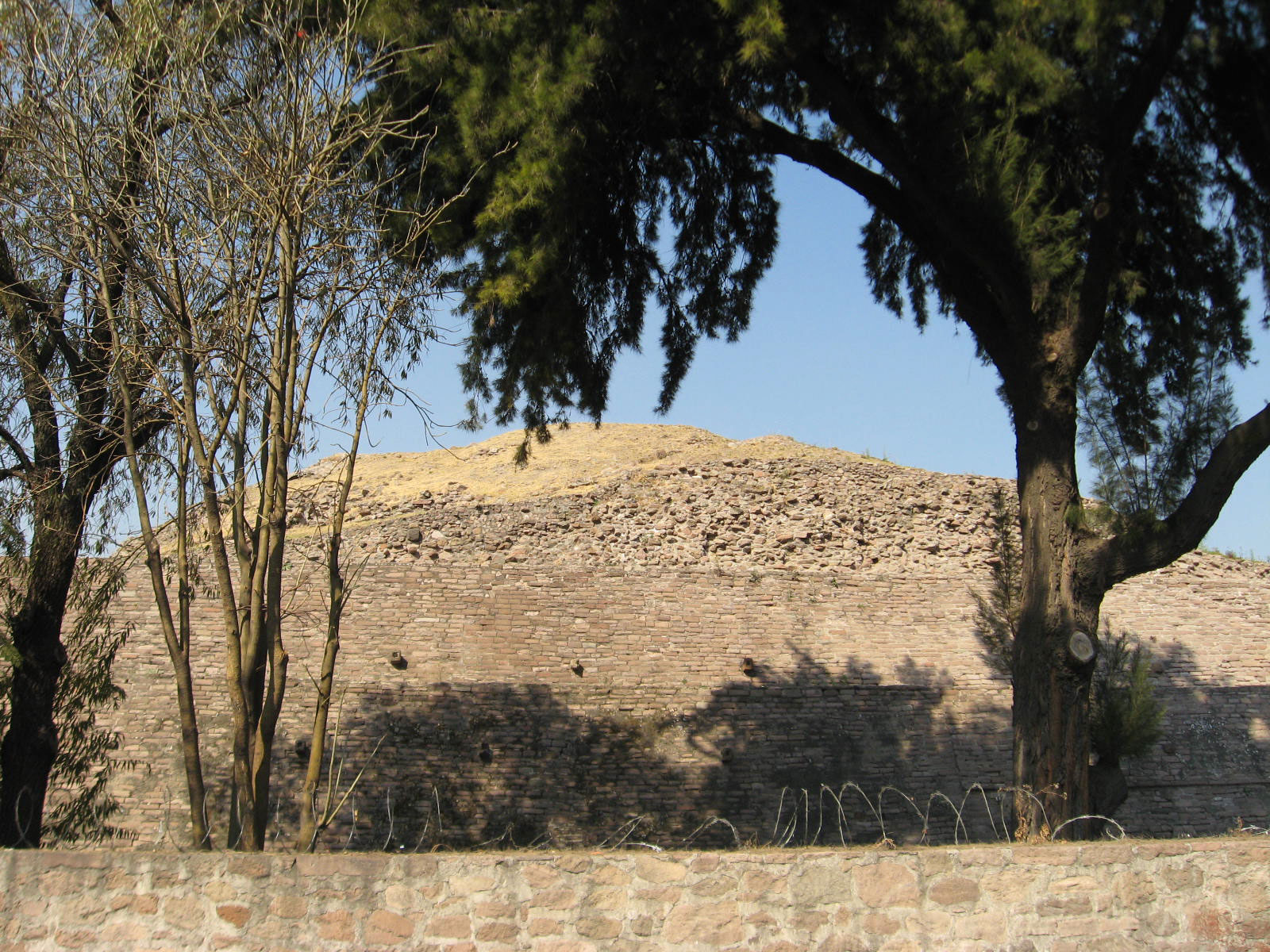
Vista del lato orientale
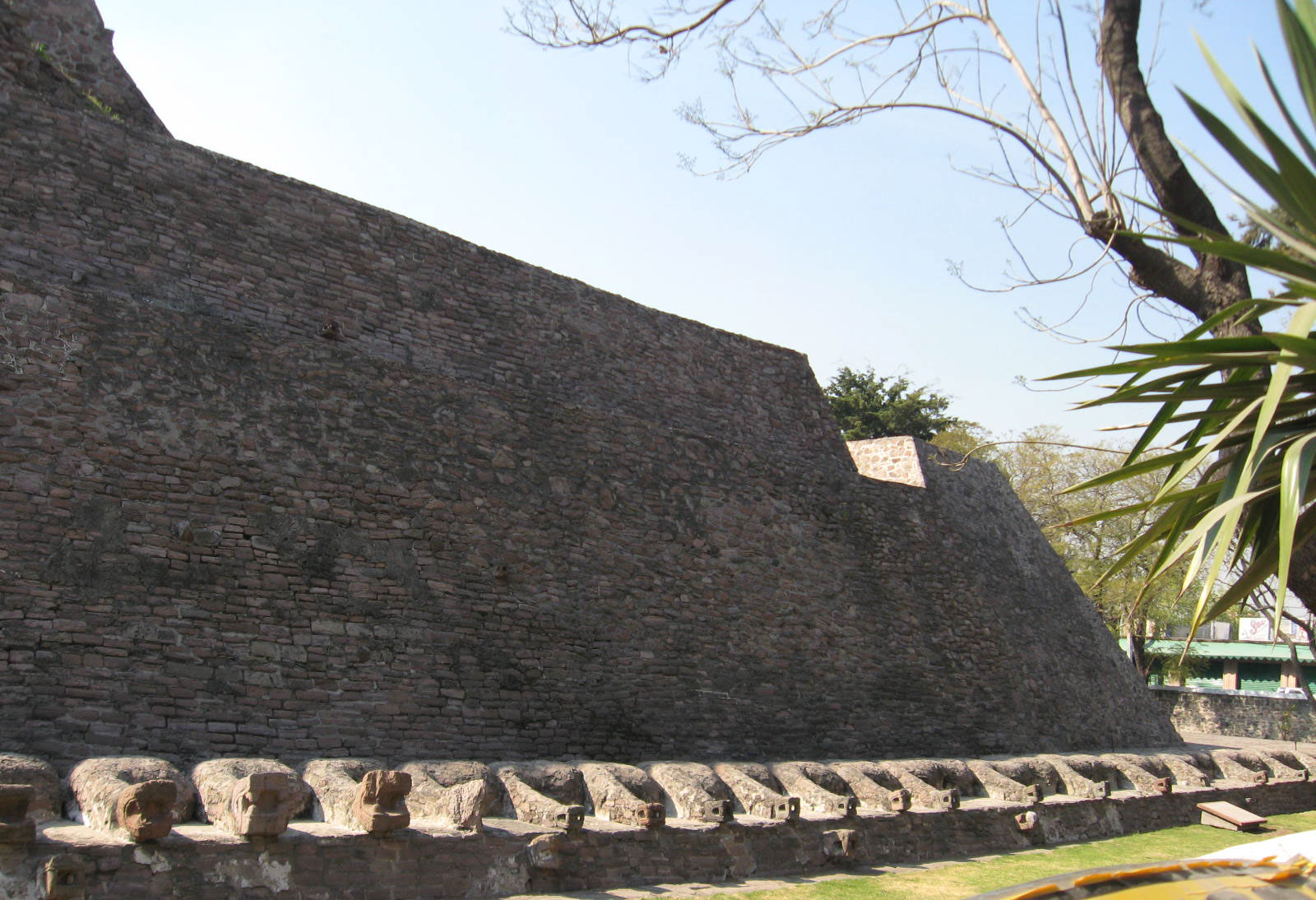
Parte del muro dei serpenti, o coatepantli, sul lato settentrionale
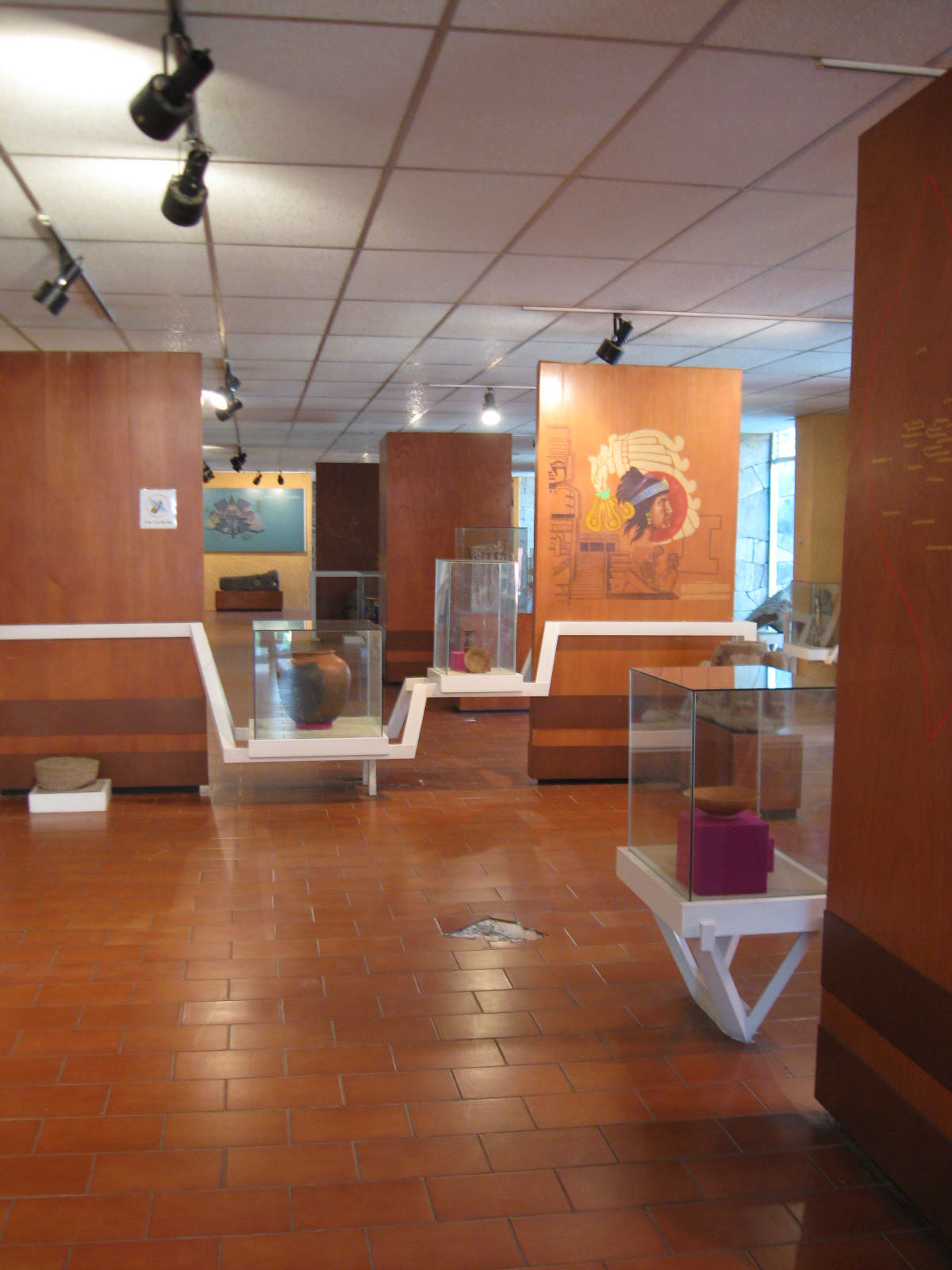
Interno del museo della piramide
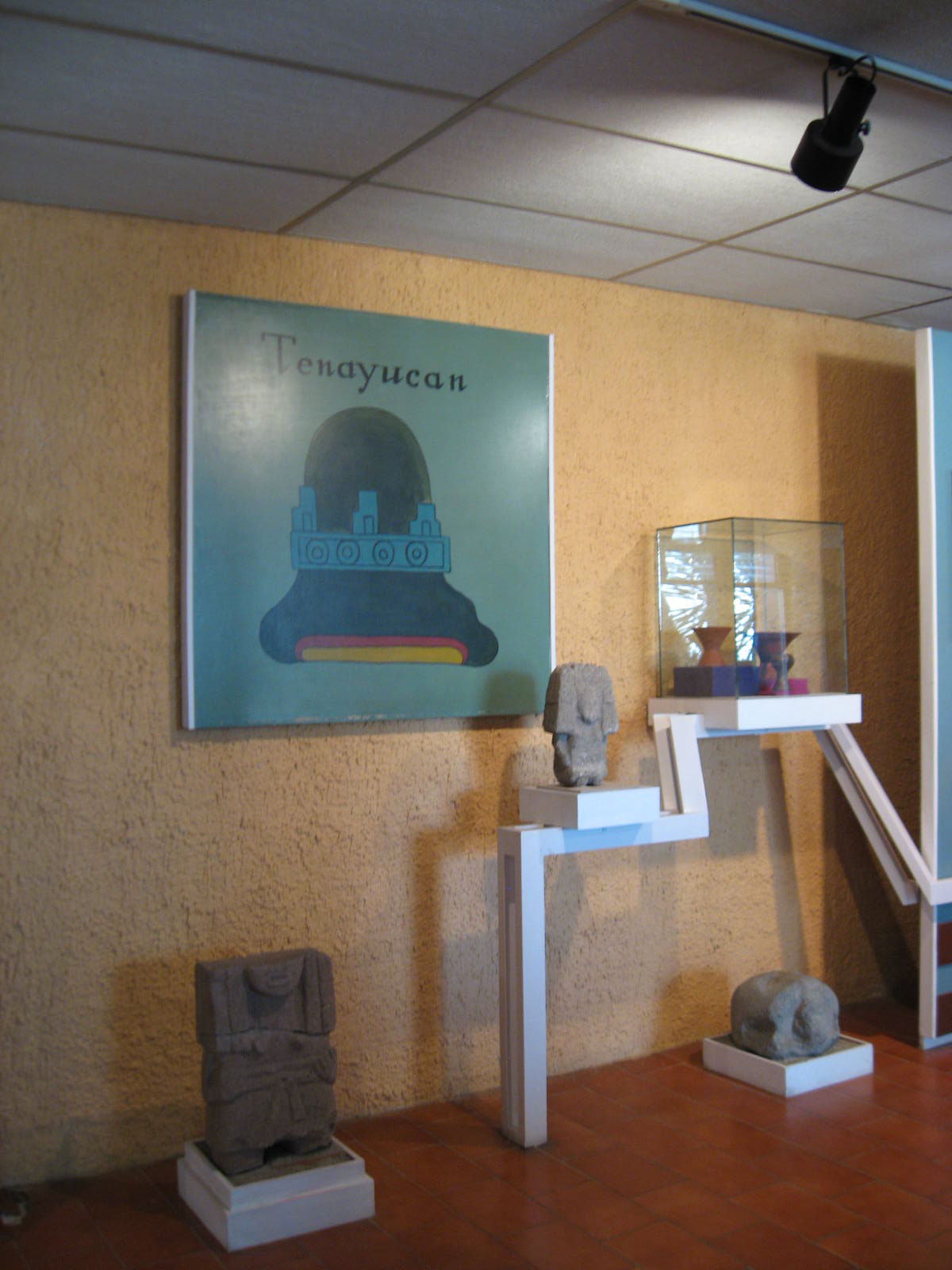
Mostra museale dei glifi degli insediamenti
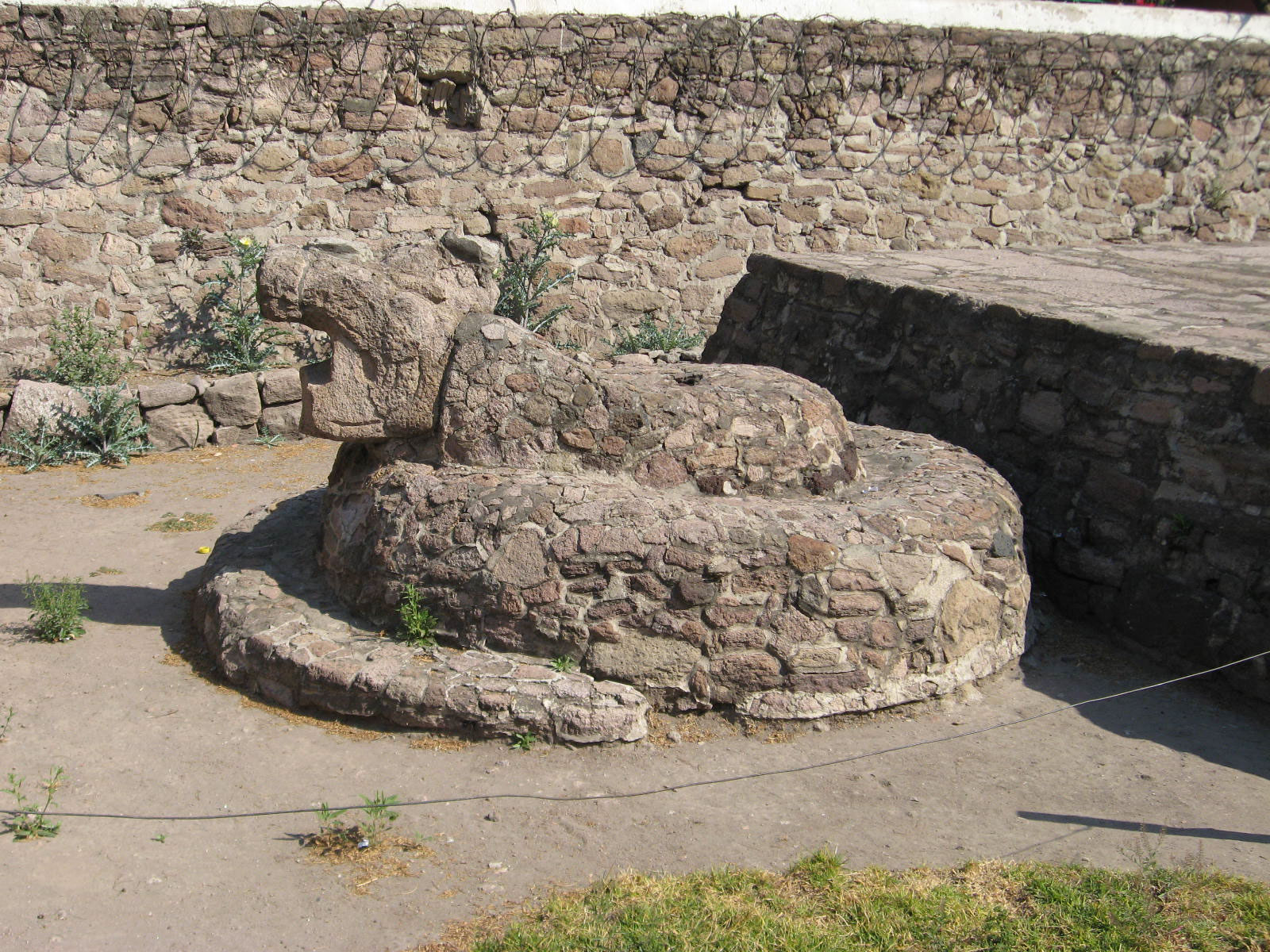
Scultura di serpente arrotolato sull'altare settentrionale
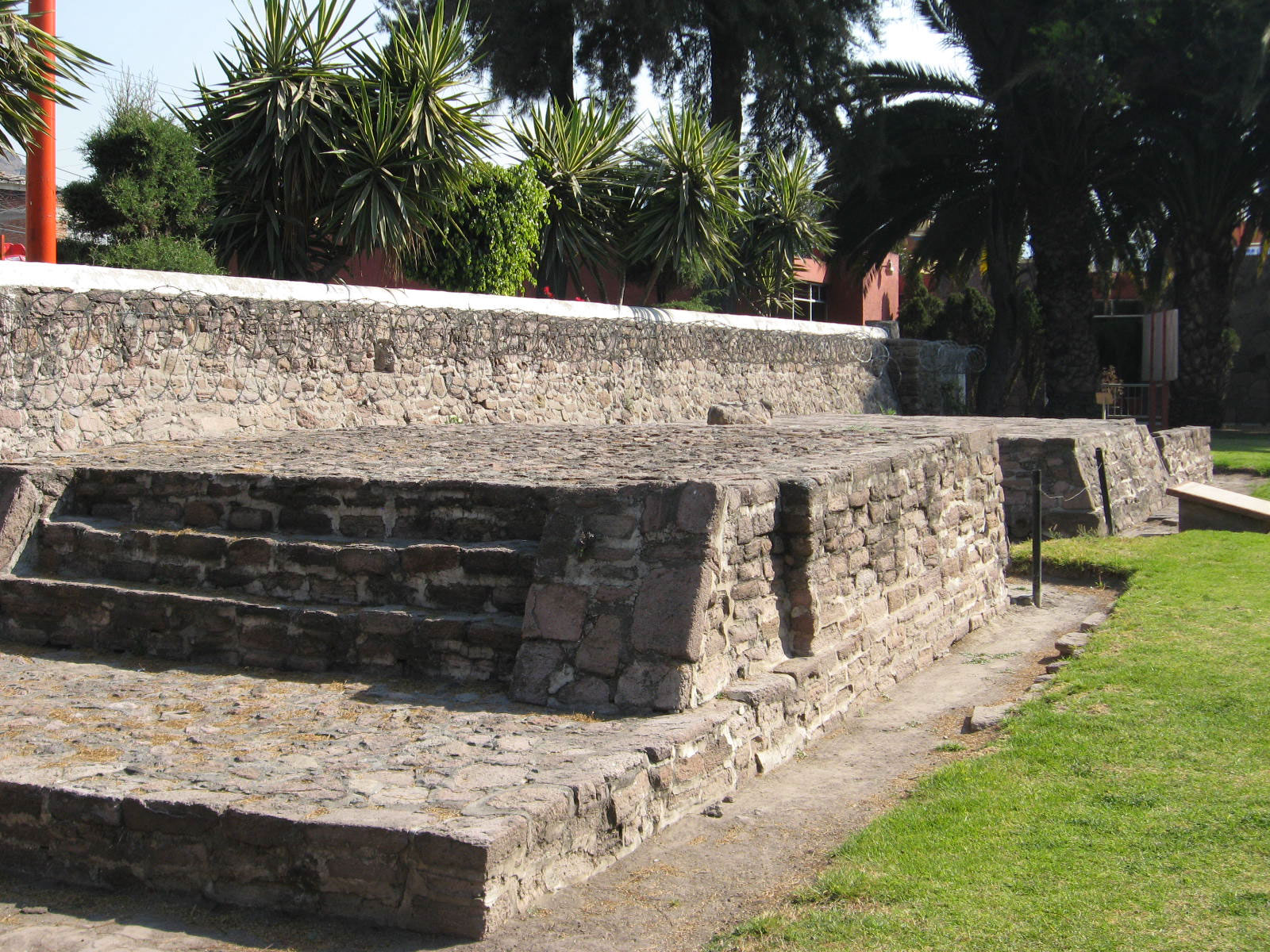
Altare settentrionale sul lato della piramide. La scultura a serpente si trova tra le due piattaforme
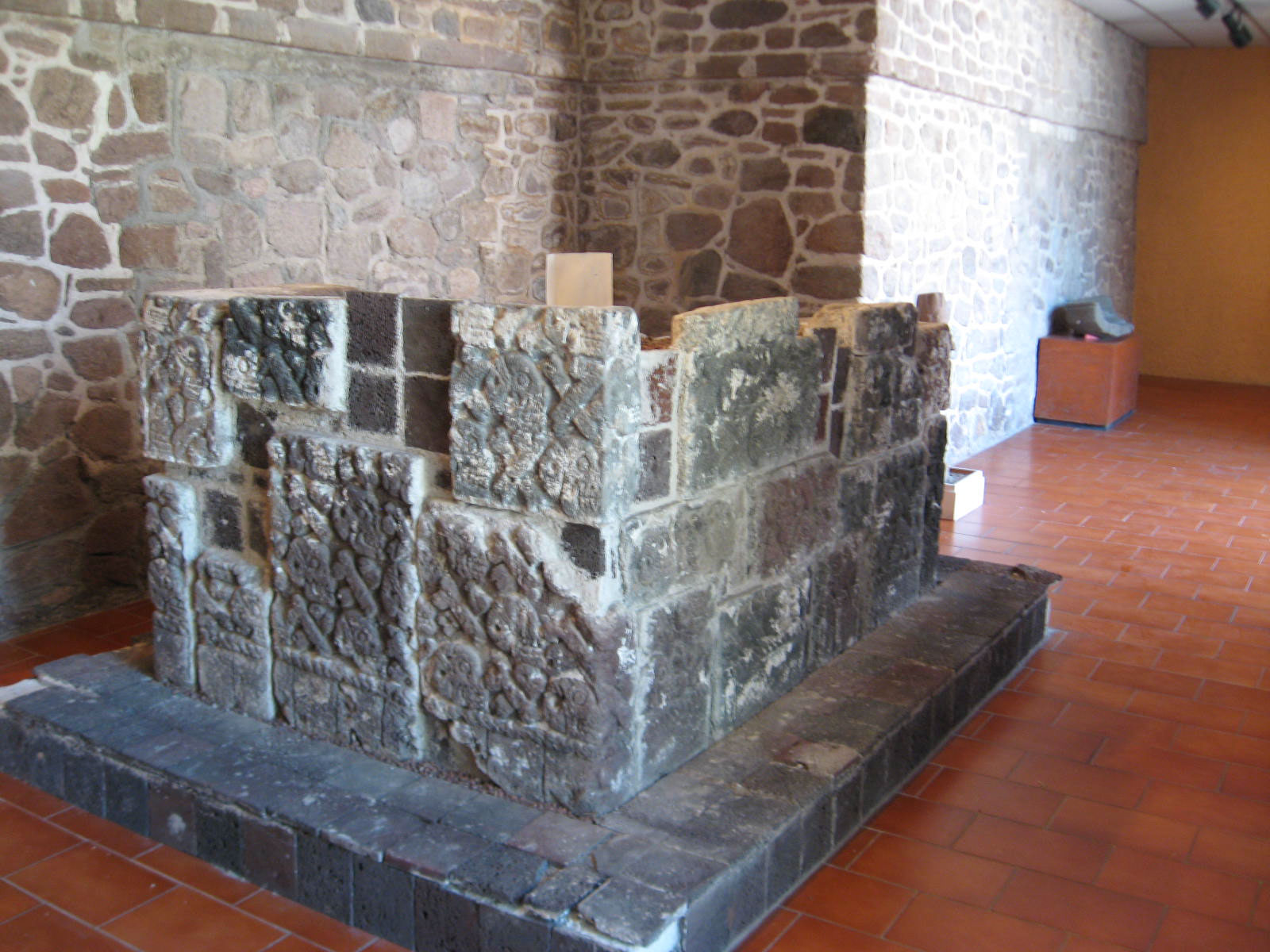
Questo altare, decorato con teschi ed ossa incrociate, fu trovato nella base della piramide con resti di ossa umane
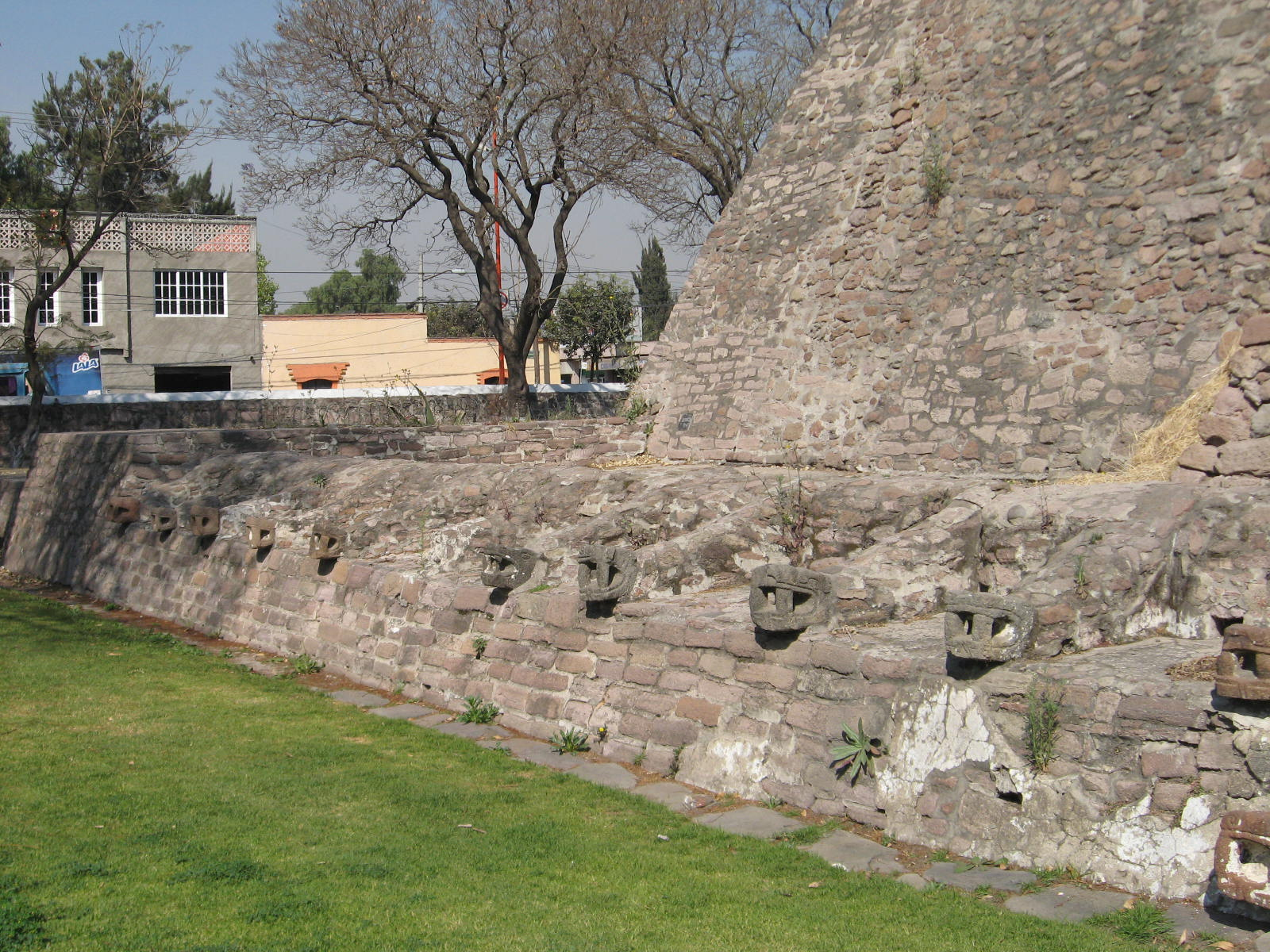
Porzione sud-occidentale del coatepantli
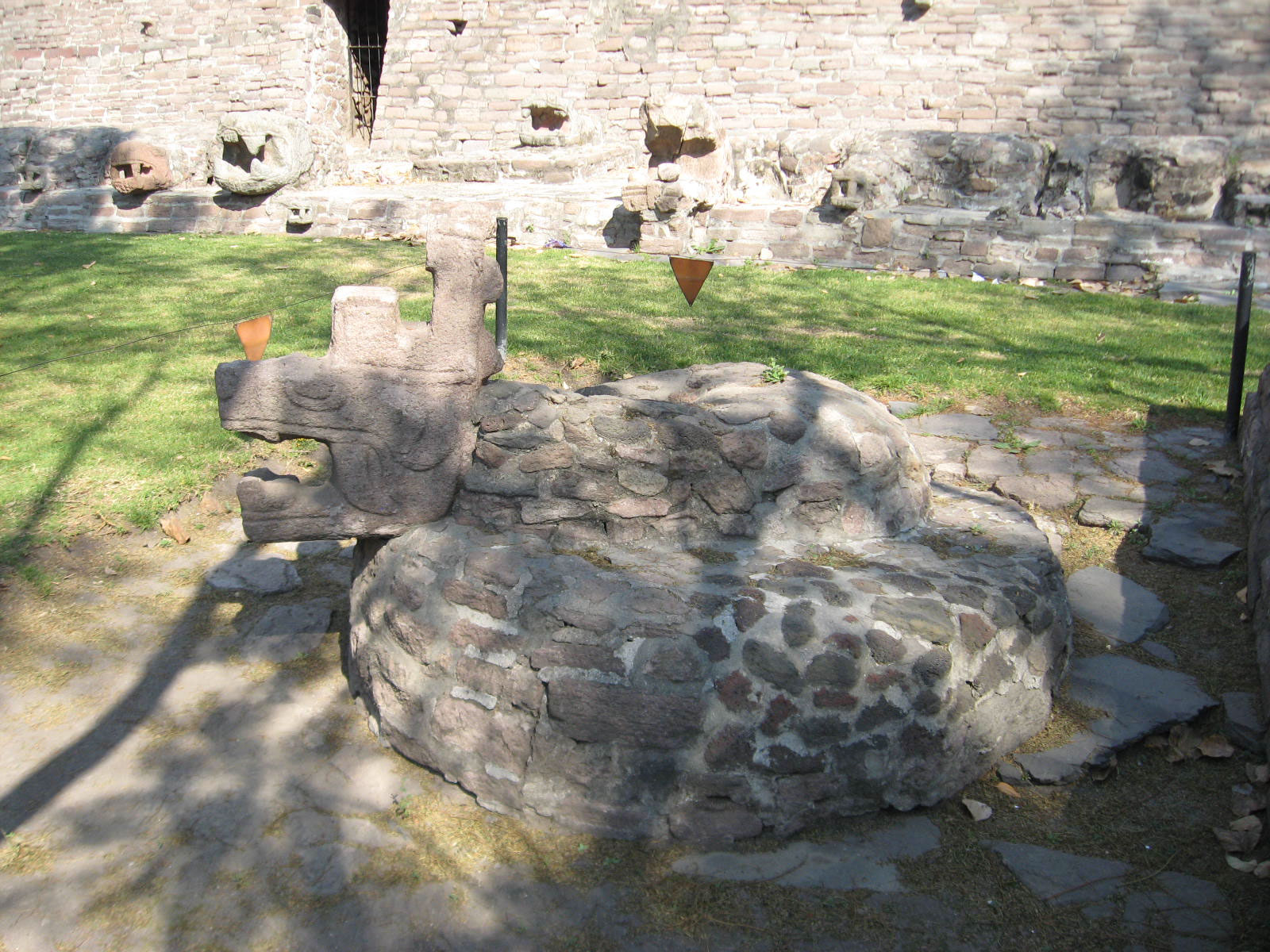
Serpente arrotolato sul lato meridionale